# Национальная нефтяная корпорация
National Oil Corporation (араб. المؤسسة الوطنية للنفط‎) — ливийская национальная нефтегазовая компания. Штаб-квартира расположена в Триполи. 100 % акций компании находятся у правительства Ливии.

## История
В 1970-е годы в Ливии стартовала программа национализации производства в соответствии с политикой социализма, проводимой государством. Правительство либо национализировало нефтяные компании, либо активно вмешивалась в их деятельность (участвовало в добыче и транспортировке нефтепродуктов). В рамках этой программы, НОК подписала соглашение о сотрудничестве с Occidental Petroleum, Sincat и начала совместно осуществлять разработку месторождений вместе с Eni. В то же время были национализированы ряд месторождений на ливийский территории, которые принадлежали иностранным компаниям (таким как ConocoPhillips, British Petroleum и Amoco). После начала в 1973 году Войны Судного дня, Саудовская Аравия, Ливия и другие арабские государства, объявили эмбарго на поставку нефти в страны которые поддерживали Израиль, в первую очередь — в Соединённые Штаты Америки. После этих событий, к НОК стали поступать претензии от компании British Petroleum, потерявшей свои нефтяные активы в Ливии. Хотя кризис 1973 года и повысил мировой спрос на нефть, многие страны помня о негативном опыте British Petroleum, опасались иметь дела с ливийским руководством. Однако, НОК нашла возможность экспортировать нефть путём проведения бартерных сделок с Францией и Аргентиной. 18 марта 1974 года арабские государства отменили эмбарго на поставку нефти в США. Ливия стала единственным исключением (эмбарго на поставку ливийской нефти в США продолжало действовать).
В 2020 году Ливия освобождена от обязательств сокращать добычу нефти вместе со странами ОПЕК+ из-за проходивших в стране военных действий.